# Zollelbe
Die Zollelbe ist ein Alt- oder Nebenarm der Elbe im Stadtgebiet Magdeburg.

## Geschichte

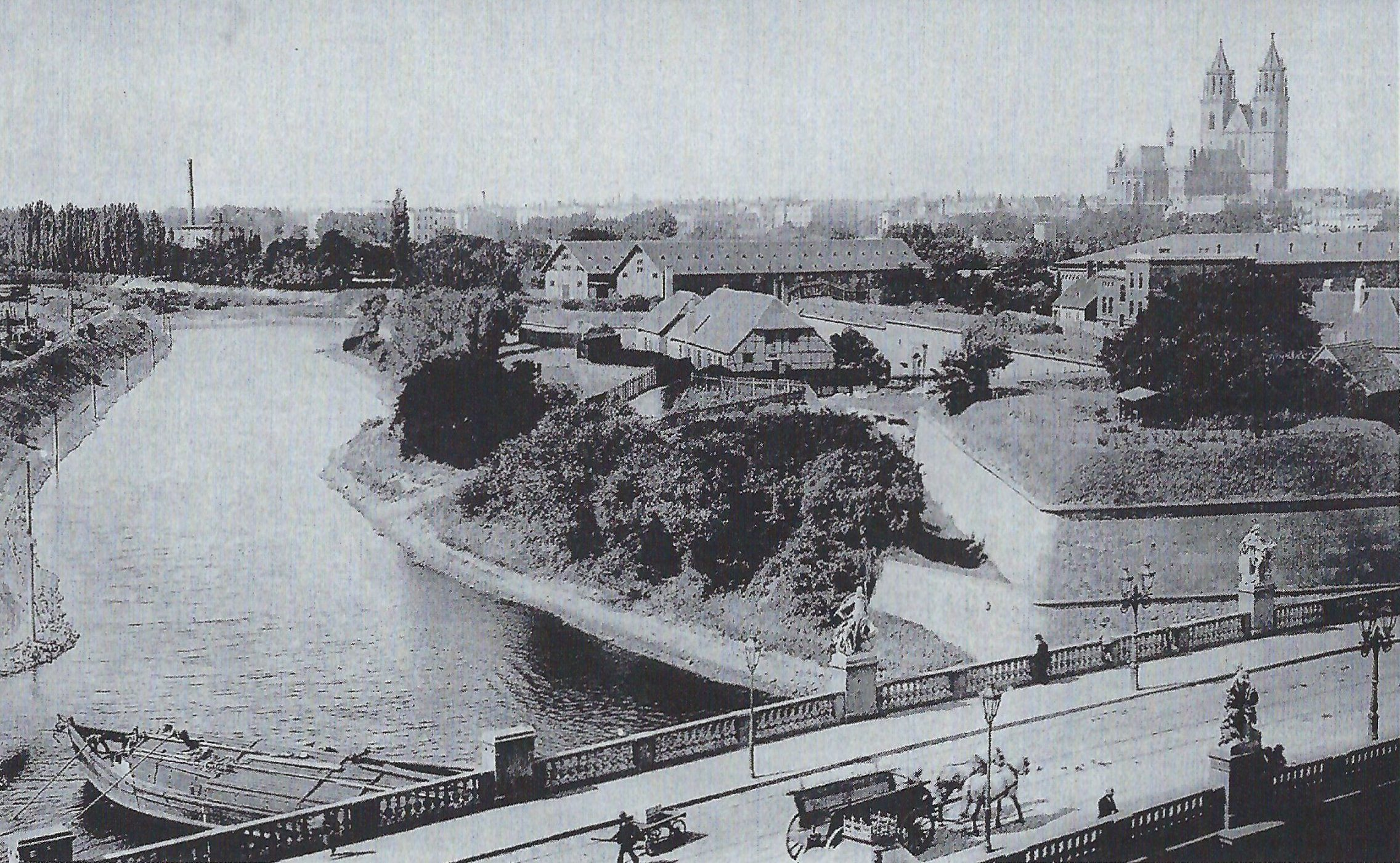
Zollelbe, Anfang der 1890er Jahre

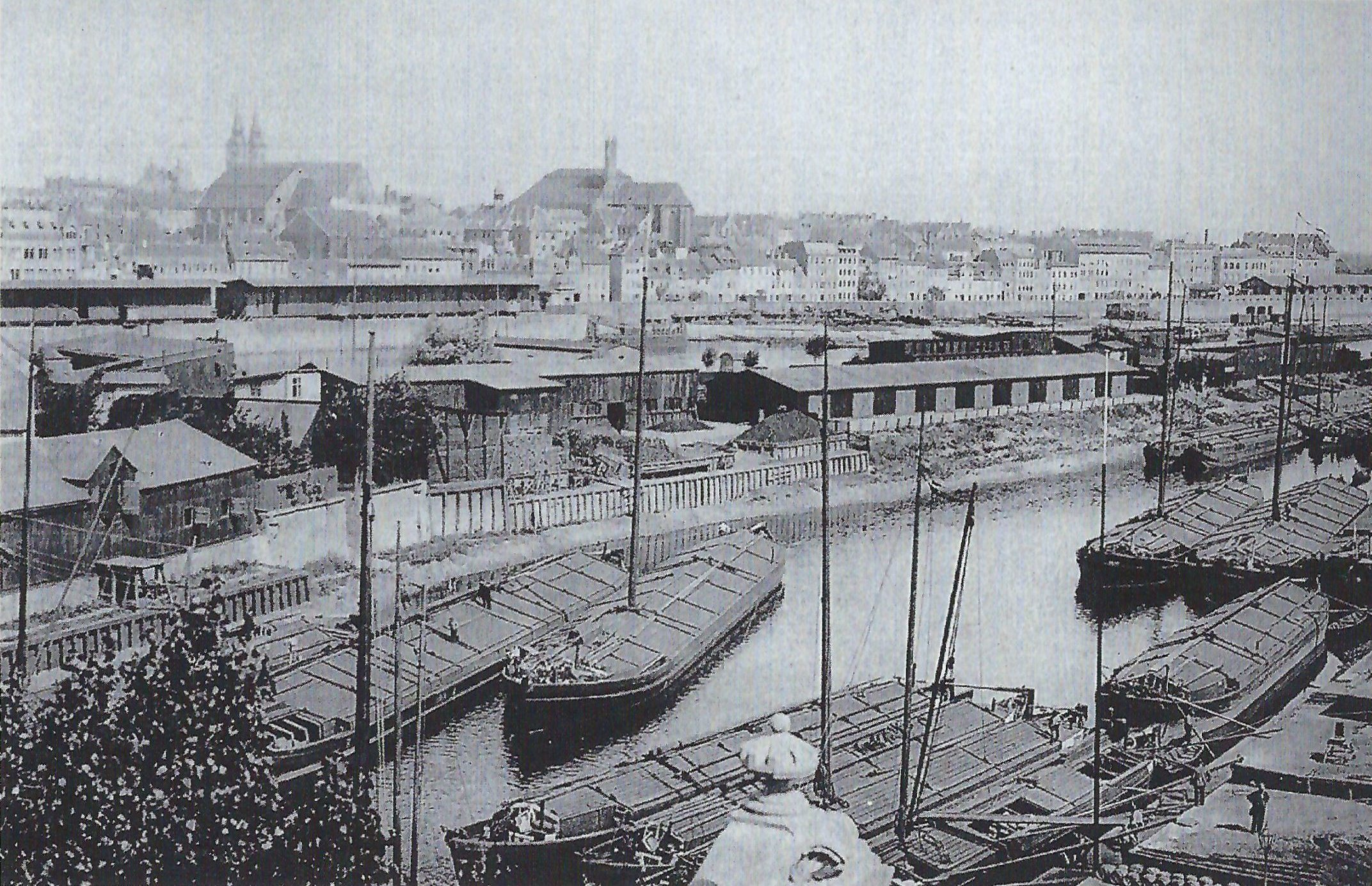
Nördlicher Teil der Zollelbe, Anfang der 1890er Jahre

Die Zollelbe entstand im Zuge von Verlandungsprozessen der Elbe in beziehungsweise östlich von Magdeburg. Der Flusslauf veränderte sich wiederholt, bis sich durch Brückenbau und Flussregulierungsarbeiten im 18. Jahrhundert die Anhäufungen von Sand und Kies verstärkten, sodass sich die Insel Großer Werder bildete. Von ursprünglich drei Flussarmen, der Stromelbe, der Mittelelbe und der Alten Elbe war die Mittelelbe der Hauptstrom gewesen. Im Weiteren verlagerte sich dieser jedoch in die Stromelbe, dem stadtseitigen der drei Arme. Die Mittelelbe verlandete und bildete Altarme.
1739 wurde das Fähramt beauftragt, den Bau einer Schleuse zwischen der Stromelbe, die sich zum neuen Hauptstrom entwickelte, und der Zollelbe, einem Altarm, in einem vorbestehenden Durchstich vornehmen zu lassen, da Schiffsmühlen im Hauptstrom und Stromschnellen den Verkehr stark einschränkten. Die Magdeburger Schleuse konnte 1747 in Betrieb genommen werden und bestand bis in die zweite Hälfte des 19. Jahrhunderts.
Im Jahr 1842 legte man an der Zollelbe einen Winterschutzhafen, den Winterhafen Magdeburg, an, der später stark versandete. Um 1880 wurde sie dann, nachdem das Bebauungsverbot im Vorfeld der Festungsstadt Magdeburg aufgehoben war, zum Stadthafen ausgebaut. Zuvor war der Schiffsumschlag vornehmlich am Elbufer vorgenommen worden. Der Vorteil der Zollelbe lag in der relativen Stadtzentrumsnähe. Da sich im Weiteren jedoch das Gelände als zu eng zum weiteren großen Ausbau erwies und es an einem Eisenbahnanschluss fehlte, wurden weitere Hafenanlagen im Norden der Stadt abseits der Zollelbe errichtet. Dennoch wurde der Hafen in einem gewissen Umfang weiter genutzt. Die völlige Zerstörung der Anlagen während des Zweiten Weltkriegs beim Luftangriff auf Magdeburg am 16. Januar 1945 brachten das Ende des Warenumschlags an der Zollelbe. Im Weiteren wurde sie wieder als Winterschutzhafen genutzt.

## Beschreibung
Südlich ist die Zollelbe durch einen Flutgraben mit dem Altarm Taube Elbe, die einen wasserstandsabhängigen Zulauf von der Stromelbe hat, ebenfalls wasserstandsabhängig angebunden. Die Zollelbe ist unter der Bezeichnung Altarm Zollelbe (AZEl) Bundeswasserstraße. Eine Reparaturwerft existiert. Weiterhin hat der SC Magdeburg mit seiner Abteilung Kanu seine Trainingsstätte an der Zollelbe. Über die Zollelbe führt die denkmalgeschützte Zollbrücke.